# Рагдол
Рагдол је изузетно крупна раса домаћих мачака, полудуге длаке, питоме и благе нарави. Постоји у три основне комбинације боја, колор поинт имају „обојену“ маску, уши, шапе и реп у тамнијој боји, а тело је светлије. Мешане рагдол мачке имају ноге, уши, маску и реп у тамној, шапе морају имати белину и имају белу штрафту на телу која се протеже од оковратника до задњих ногу. Биколор имају уши, маску и реп тамније боје од основног узорка боје крзна. Маска мора имати обрнуто V беле боје, грудни кош, стомак и ноге су такође бели.
Узгајају се у сил, чоколадној, плавој, крем и лила боји.

## Карактеристике
Рагдол могу бити изузетно крупне мачке, мужјаци достижу тежину од 7 до 9 kg. Потпуну боју добијају у другој, а величину до четврте године. Глава је средње величине, заобљених контура и равним делом између ушију. Уши су средње велике и благо заобљене ка врху. Очи су искључиво плаве боје.

## Темперамент
Рагдол је мирна и послушна раса мачака, која ужива у друштву људи. 

## Варијетети
- Плави рагдол
- Сил рагдол
- Плави рагдол
- Два мачета стара 8 недеља
- Шарена мачка од око три године